# Cucullia anthocharis
Cucullia anthocharis is een vlinder uit de familie uilen (Noctuidae). De wetenschappelijke naam van deze soort is voor het eerst geldig gepubliceerd in 1969 door Boursin.
De soort komt voor in tropisch Afrika.